# Parastrangalis subapicalis
Parastrangalis subapicalis là một loài bọ cánh cứng trong họ Cerambycidae.